# Liebeliola prosopidis
Liebeliola prosopidis är en tvåvingeart som beskrevs av Jean-Jacques Kieffer och Jörgensen 1910. Liebeliola prosopidis ingår i släktet Liebeliola och familjen gallmyggor. Inga underarter finns listade i Catalogue of Life.